# Harrison County (Ohio)
 For alternative betydninger, se Harrison County. (Se også artikler, som begynder med Harrison County)
Harrison County er et county i den amerikanske delstat Ohio.

## Demografi
Ifølge folketællingen fra 2000 boede der 15,856 personer i amtet. Der var 6,398 husstande med 4,516 familier. Befolkningstætheden var 16 personer pr. km². Befolkningens etniske sammensætning var som følger: 96.49 % hvide, 2.19 % afroamerikanere, 0.08 % indianere, 0.11 % asiater, 0,01 % fra Stillehavsøerne, 0.09 % af anden oprindelse og 1.03 % fra to eller flere etniske grupper.
Der var 6.398 husstande, hvoraf 29,1 % havde børn under 18 år boende. 58,5 % var ægtepar, som boede sammen, 8.8% havde en enlig kvindelig forsøger som beboer, og 29.4 % var ikke-familier. 25,60 % af alle husstande bestod af enlige, og i 13,00 % af tilfældene boede der en person som var 65 år eller ældre.
Gennemsnitsindkomsten for en hustand var $30,318 årligt, mens gennemsnitsindkomsten for en familie var på $36,646 årligt.